# Muły węglanowe
Muły węglanowe – muły zawierające powyżej 30% węglanu wapnia (CaCO3). Tworzą się głównie w płytkich morzach szelfowych do głębokości 4400 m., we wszystkich szerokościach geograficznych, lecz najintensywniej w strefie klimatu tropikalnego i subtropikalnego, w warunkach słabej dostawy materiału terygenicznego. Główną rolę w tworzeniu mułów odgrywają niektóre grupy glonów i pierwotniaków (otwornice), ramienionogi, koralowce, szkarłupnie, mszywioły, mięczaki (małże i ślimaki). Wytrącanie węglanu wapnia odbywa się wewnątrz organizmów, które budują mineralne szkielety (np. muszle), oraz w wyniku metabolizmu, który zmienia środowisko geochemiczne. Wchłanianie dwutlenku węgla (CO2) przez glony w procesie fotosyntezy, zarówno te, które zasiedlają dno morza jak i fitoplankton, powodują wytrącanie się minerałów. 

## Rodzaje mułów węglanowych
- muł globigerynowy, muł otwornicowy – tworzą go otwornice pelagiczne (Foraminifera), głównie pierwotniaki (Globigeryna) – bytujące w strefie do 200 m głębokości przy normalnym zasoleniu wody morskiej. Tego rodzaju muł pokrywa około 126 mln km² dna Wszechoceanu[1],
- muł kokolitowy – tworzą go wiciowce roślinne (Coccolithophyceae) posiadające zdolność wytwarzania elementów wapiennych,
- muł pteropodowy – tworzą go mięczaki skrzydłonogie (Pteropda)[2] – ślimaki o skorupkach z aragonitu. Osady te pokrywają około 2,7 mln km² dna Wszechoceanu.

Muły węglanowe noszą nazwy od nazwy ich głównych składników, z których są zbudowane.